# Krętolin

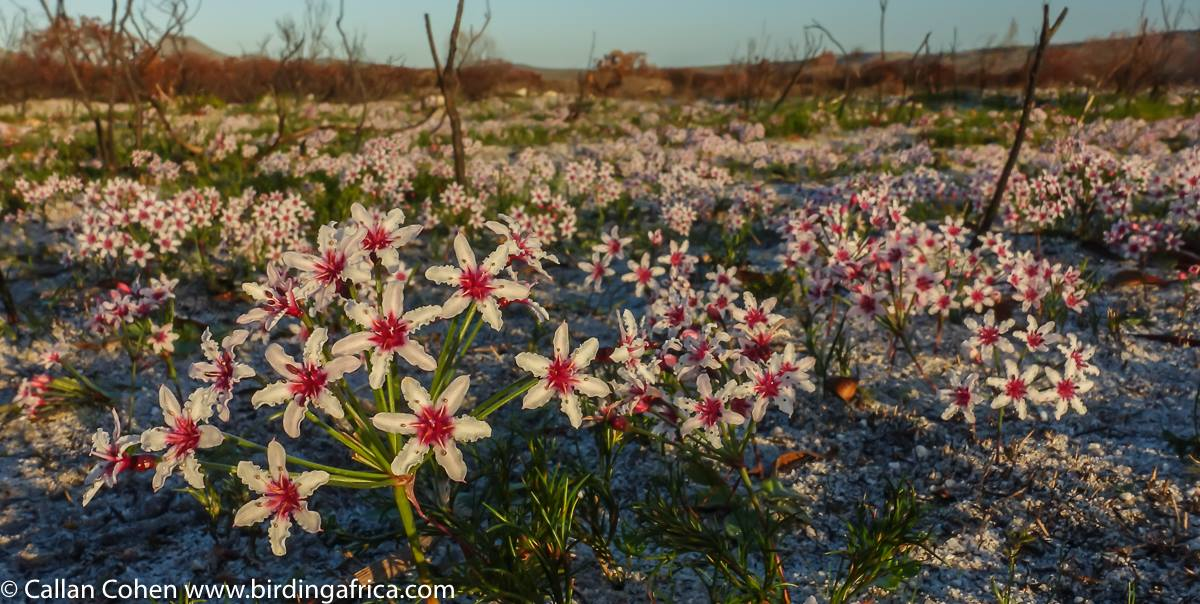
Masowy zakwit H. cinnamomea po pożarze fynbosu

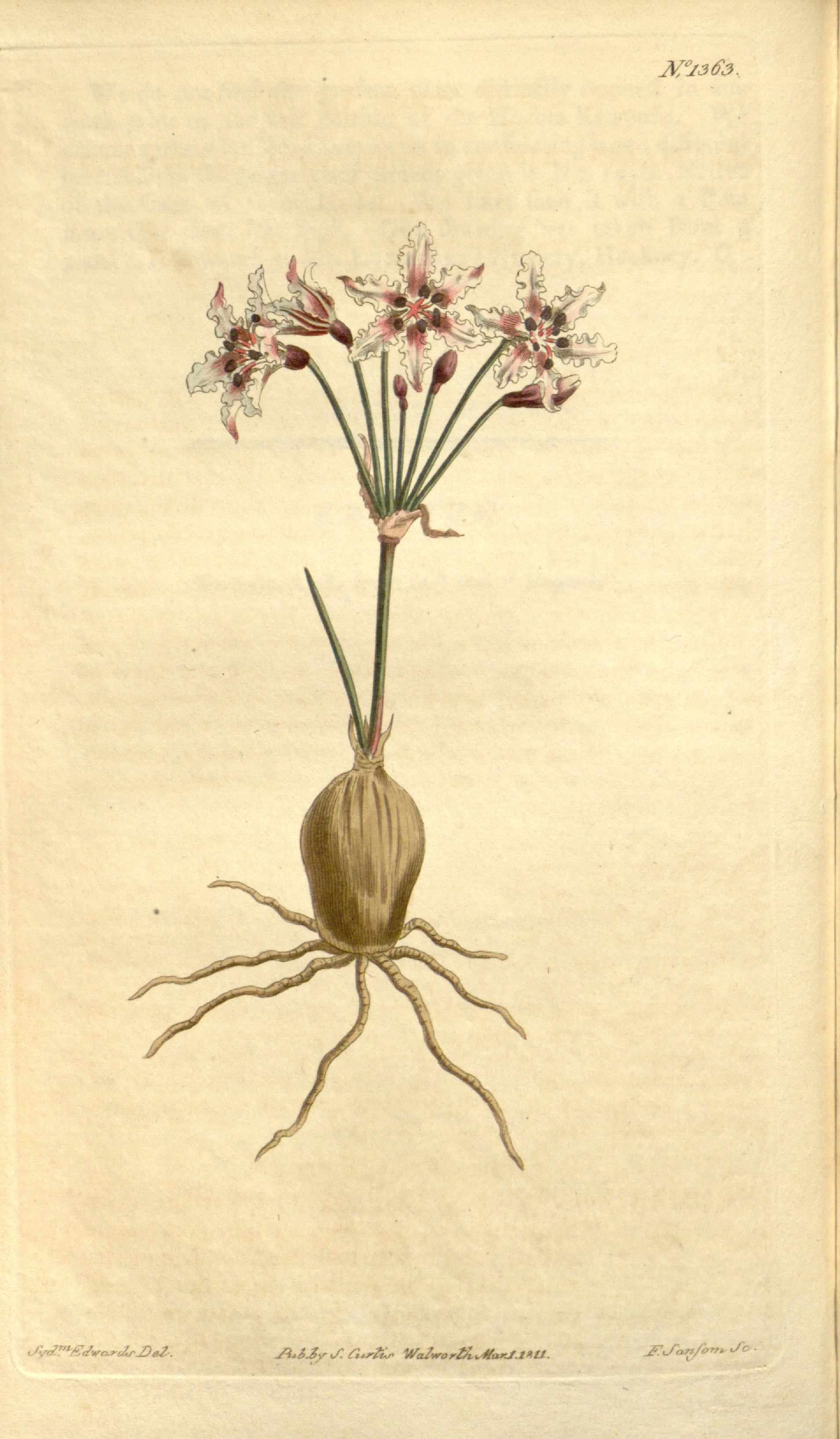
Budowa Hessea cinnamomea

Krętolin (Hessea Herb.) – rodzaj roślin z rodziny amarylkowatych. Obejmuje 13 gatunków, występujących rzadko w Kraju Przylądkowym w Republice Południowej Afryki i w Namibii. 

## Morfologia
PokrójNiewielkie, wieloletnie rośliny zielne o wysokości 5-25 cm.
PędCebula chroniona gęstymi, filcowatymi łuskami zewnętrznymi.
LiścieRośliny tworzą dwa liście ustawione naprzeciwlegle, taśmowate do równowąskich, wzniesione do rozłożonych, gładkie (jedynie u H. incana i H. pilosula drobno owłosione). U nasady liści obecny jest bezbarwny katafil, pozostający poniżej poziomu gruntu, jedynie u H. breviflora katafil wyrasta ponad grunt i jest kasztanowaty.
KwiatyZebrane w parasolowaty kwiatostan, wyrastający na głąbiku. Okwiat gwiaździsty, blado- do ciemnoróżowego, rzadko biały lub bladożółty, jednobarwny, jednak u H. cinnamomea, H. monticola i H. undosa z kontrastowym, czerwonym zabarwieniem u nasady listków. Listki zrośnięte u nasady tworząc rurkę, w której gromadzi się nektar, u niektórych gatunków (np. H. undosa) o pofalowanych brzegach. Sześć pręcików, u niektórych gatunków (H. mathewsii, H. pulcherrima) o nitkach z wyrostkami zakrzywionymi do wewnątrz. Zalążnia dolna, trójkomorowa, zawierająca do 4 zalążków w każdej komorze. Szyjka słupka smukła, zakończona znamieniem o trzech krótkich rozgałęzieniach.
OwoceCienkościenne torebki, mieszczące kilka mięsistych, czerwonobrązowych, jajowatych nasion.

## Biologia
RozwójGeofity cebulowe, przechodzące okres spoczynku w porze suchej. Zaczynają kwitnąć tuż po pierwszych jesiennych opadach deszczu. Gatunki zasiedlające fynbos, H. cinnamomea i H. monticola, kwitną masowo po pożarach. Kwiaty są zapylane przez różne pszczoły i muchówki krótkoczułkie. Rośliny kwitną krótko, a kwiatostany szybko usychają i odrywają się od cebul. Tocząc się na wietrze rozsiewają nasiona, które niemal natychmiast kiełkują, szybko rozwijając się podczas mokrych, zimowych miesięcy.
SiedliskoWszystkie gatunki występują na półsuchych obszarach z jesiennymi i zimowymi opadami deszczu. Zajmują obszary sezonowo wilgotne, rozlewiska, zagłębienia i miejsca do których spływa woda z wyżej położonych skał.

## Systematyka
Pozycja systematyczna
Rodzaj z podplemienia Strumariinae, plemienia Amaryllideae, podrodziny amarylkowych Amaryllidoideae z rodziny amarylkowatych Amaryllidaceae.
Wykaz gatunków
- Hessea breviflora Herb.
- Hessea cinnamomea (L'Hér.) T.Durand & Schinz
- Hessea incana Snijman
- Hessea mathewsii W.F.Barker
- Hessea monticola Snijman
- Hessea pilosula D.Müll.-Doblies & U.Müll.-Doblies
- Hessea pulcherrima (D.Müll.-Doblies & U.Müll.-Doblies) Snijman
- Hessea pusilla Snijman
- Hessea speciosa Snijman
- Hessea stellaris (Jacq.) Herb.
- Hessea stenosiphon (Snijman) D.Müll.-Doblies & U.Müll.-Doblies
- Hessea tenuipedicellata Snijman
- Hessea undosa Snijman

## Zagrożenie i ochrona
Krętoliny są roślinami rzadkimi. Wszystkie gatunki obejmuje Czerwona Lista Roślin Południowej Afryki. Gatunek H. mathewsii jest krytycznie zagrożony, a H. cinnamomea zagrożony wyginięciem. Trzy gatunki są narażone. Największym zagrożeniem dla większości gatunków jest utrata siedlisk, głównie z powodu zwiększonego zapotrzebowania na grunty rolne, oraz wypieranie przez gatunki inwazyjne.

## Nazewnictwo
Etymologia nazwy naukowejNazwa naukowa rodzaju została nadana na cześć Christiana Hesse, żyjącego w latach 1772-1837 pastora luterańskiego, który przybył z Hanoweru do Kapsztadu, gdzie prowadził ogród z sukulentami i był znany ze swojej gościnności dla podróżników i przyrodników.
Nazwy zwyczajowe w języku polskimPolska nazwa rodzaju Hessea: krętolin, wskazana została w Słowniku nazwisk zoologicznych i botanicznych polskich... Erazma Majewskiego wydanym w roku 1894, w Słowniku polskich imion rodzajów oraz wyższych skupień roślin z roku 1900 Józefa Rostafińskiego, a także w Słowniku języka polskiego Jana Karłowicza, Adama Kryńskiego i Władysława Niedźwiedzkiego z 1902 r.
Synonimy taksonomiczne
- Imhofia Herb., Appendix: 18 (1821), nom. illeg.
- Periphanes Salisb., Gen. Pl.: 118 (1866)
- Kamiesbergia Snijman, Bothalia 21: 125 (1991)
- Dewinterella D.Müll.-Doblies & U.Müll.-Doblies, Feddes Repert. 105: 341 (1994)

Homonimy taksonomiczneNazwę Hessea Ormières & Sprague nosi również rodzaj sporowców z rodziny Hesseidae.